# Partito della Liberazione Dominicana
Il Partito della Liberazione Dominicana (in spagnolo Partido de la Liberación Dominicana, PLD) è un partito politico della Repubblica Dominicana fondato nel 1973.

## Storia
Il PLD ha una storia recente, essendo salito al potere nel 1996 con Leonel Fernández, che mantiene tuttora salda la sua leadership sul partito. Sono stati due i presidenti della Repubblica Dominicana affiliati al PLD: Fernández (1996-2000), sempre Fernández (2004-2012) e Danilo Medina (dal 2012).
Fondato da Juan Bosch nel 1973, era inizialmente orientato su posizioni di sinistra del socialista Partito Rivoluzionario Dominicano. Di ideologia quasi post-comunista, neomarxista e nazionalista di sinistra, che videro il sospetto degli Stati Uniti d'America, ma nei primi anni novanta cambiò rotta, anche in seguito al crollo dell'Unione delle Repubbliche Socialiste Sovietiche, posizionandosi su posizioni progressista, socialdemocratiche e socioliberali.
Nonostante la posizione moderata, il PLD è affiliato al Forum di San Paolo, una conferenza dei partiti politici del Centro e Sud America orientati a sinistra se non comunisti come il Partito Comunista di Cuba.
Nei primi anni di potere, fu sostenuto dal Partito Riformista Social Cristiano di Joaquín Balaguer, rivale di Juan Bosch.
Nel 2006, formò una coalizione denominata Blocco Progressista, composta da partiti minori democristiani, liberali e socialdemocratici.

## Struttura

### Presidente
- Juan Bosch (1973–2001)
- Leonel Fernández (2001–2019)
- Temístocles Montás (2019–2021; ad interim)
- Danilo Medina (2021–in carica)

### Segretario generale
- Antonio Abreu (1973–1978)
- Rafael Alburquerque (1978–1983)
- Lidio Cadet (1983–1999)
- José Tomás Pérez (1999–2001)
- Reinaldo Pared Pérez (2001–2021)
- Charlie Mariotti (2021–in carica)

## Risultati elettorali
| Elezione          | Elezione | Voti      | %     | Seggi     |
| ----------------- | -------- | --------- | ----- | --------- |
| Parlamentari 2006 | Camera   | 1.387.878 | 46,40 | 96 / 178  |
| Parlamentari 2006 | Senato   | 1.387.878 | 46,40 | 22 / 32   |
| Parlamentari 2010 | Camera   | 1.380.601 | 41,71 | 93 / 183  |
| Parlamentari 2010 | Senato   | 1.380.601 | 41,71 | 28 / 32   |
| Parlamentari 2016 | Camera   | 1.794.325 | 41,79 | 106 / 190 |
| Parlamentari 2016 | Senato   | 1.794.325 | 41,79 | 26 / 32   |

| Elezione           | Elezione | Candidato        | Voti      | %     | Esito     |
| ------------------ | -------- | ---------------- | --------- | ----- | --------- |
| Presidenziali 2004 | I turno  | Leonel Fernández | 2.063.871 | 57,11 | ✔️ Eletto |
| Presidenziali 2008 | I turno  | Leonel Fernández | 2.199.734 | 53,83 | ✔️ Eletto |
| Presidenziali 2012 | I turno  | Danilo Medina    | 2.323.150 | 51,21 | ✔️ Eletto |
| Presidenziali 2016 | I turno  | Danilo Medina    | 2.847.438 | 61,74 | ✔️ Eletto |